# Anoectangium brachyphyllum
Anoectangium brachyphyllum är en bladmossart som beskrevs av Brotherus in Herzog 1920. Anoectangium brachyphyllum ingår i släktet Anoectangium och familjen Pottiaceae. Inga underarter finns listade i Catalogue of Life.